# Marketa Lazarová (roman)

Marketa Lazarová est un roman historique tchèque, écrit par Vladislav Vančura et publié en 1931.

## Éditions
- Vladislav Vančura, Markéta Lazarová, Praha : Sfinx, B. Janda, 1931
- Vladislav Vančura, traduit du tchèque par Milena Braud, préface de Daniela Hodrová, Markéta Lazarovã, Paris : Christian Bourgois, 1993  (ISBN 2267010828)  (ISBN 9782267010824)

## Adaptation cinématographique
Le roman a été adapté par František Vláčil dans le célèbre film de 1967, Marketa Lazarová.